# تسوگومی ساکورای
تسوگومی ساکورای (به ژاپنی: 櫻井つぐみ،  زادهٔ ۳ سپتامبر ۲۰۰۱) یک کشتی‌گیر آزادکار کشور ژاپن است.
از افتخارات وی می‌توان به کسب چهار مدال طلا بازی‌های المپیک ۲۰۲۴ پاریس و مسابقات قهرمانی کشتی جهان ۲۰۲۱ و مسابقات قهرمانی کشتی جهان ۲۰۲۲  و مسابقات قهرمانی کشتی جهان ۲۰۲۳ اشاره کرد.